# E-Hentai
E-Hentai（イーヘンタイ）は、主にヘンタイ（日本の漫画ポルノグラフィ）を扱った画像ホスティング、ファイル共有ウェブサイト。
E-Hentaiは、アニメ、漫画、コンピュータゲームから発生、または派生したファンアート、スキャンレーションされた漫画や同人誌、コスプレ写真などからなるユーザー生成のポルノコンテンツ画像をホスティングしている。
2010年に、姉妹サイト「Exhentai」（通称Sad Panda）がE-Hentaiから分離独立した。このサイトは、通常の方法では視聴することができない裏サイトであり、バックアップを兼ねたものとなっている。

## 歴史
E-Hentaiは、1999年7月1日にYahoo!グループで公開された。グループは2001年に.netドメインに移行し、その後ドメインが失効したことで、2005年に現在の.orgドメインに移行した。
2019年6月13日までに、E-Hentaiはデジタルミレニアム著作権法に違反するサイトを非表示にするという方針に従って、Googleの検索結果から削除された。
2019年7月26日、E-HentaiとExhentaiは、当時サイトのサーバーが置かれていたオランダにおける「最近の法改正」に対応して、これらのサイトが閉鎖されると発表した。『ヴァイス』は、閉鎖は2019年6月に欧州連合によって採択されたデジタル単一市場における著作権に関する指令への反応であったと推測した。Exhentaiの閉鎖については24時間前に通知され、画像掲示板4chanのユーザーは、7月27日にサイトが閉鎖される前にサイト全体をアーカイブしようとした。2019年8月2日、サーバーがモルドバに移転した後、Exhentaiが再開した。

## 運営
規約上、サイトにアップロード可能なファイルはパブリックドメインまたは自分自身が著作権を有するものに限られており、著作権法に違反するファイルの投稿は禁止されている。しかし、E-HentaiとExhentaiに投稿された作品は、通常、海賊版であり、元の制作者の同意や認知なしにアップロードされている。
E-Hentaiは、Tenboroというハンドルネームを使用する匿名のモデレーターによって所有および運営されており、広告収入と寄付の組み合わせを通じて資金が提供されている。
2009年、E-Hentaiは年間ホスティングコストを46,000ドルと見積もっており、寄付は運営費用の「半分未満」をカバーしている。2019年、Tenboroは腱の悪化によって、ウェブサイトのメンテナンスを実行する能力が制限されており、後継の運営者を任命したり、ウェブサイトを永続的なアーカイブとして保存するなどの将来の選択肢を検討していると述べた。

## 影響
E-HentaiとExhentaiは、10万を超える画像ギャラリーを含む、ヘンタイ漫画の最大のデータベースの一つとなっている。E-Hentaiでは、中国語、英語、フランス語、ドイツ語、韓国語、ポルトガル語、ロシア語、スペイン語、タイ語を含む複数の言語で、日本のオリジナルのヘンタイ漫画とスキャンレーションの両方をホスティングしている。
アレクサ・インターネットによると、E-Hentaiはピーク時に、インターネット上で264番目に人気のあるウェブサイトとなった。アウトレットは、E-Hentaiがアートワークの事実上のアーカイブとして機能しており、他の物理的またはデジタルのプラットフォームでは稀あるいは存在しないものであることを指摘している。
E-Hentaiでは、コミックマーケットの独占作品（同人）や絶版のアートブックなど、ポルノグラフィと非ポルノグラフィの両方のコンテンツをホスティングしており、『ヴァイス』はサイトを「ヘンタイのアレクサンドリア図書館」と呼んでいる。『デイリー・ドット』は、E-Hentaiを「古いインターネットの遺物」と表現し、現代のソーシャルメディアよりも旧態依然とした、デジタルコンテンツのニッチなポータルの例として引用した。

## ファイル検索
E-Hentaiは、詳細にタグでジャンルや作者などを分類しており、検索機能を活用することで便利に使用することができる。すべてを使用しなくても、「AND検索」「NOT検索」「OR検索」「完全一致検索」だけでも有用である。
| 記号               | 効果           | 備考 | 記述の一例                                  |
| ------------------ | -------------- | --- | ------------------------------------------- |
| スペース           | AND検索        | すべてのキーワードを含んだファイルのみを、検索結果に出力します。 | fate stay night                             |
| - ハイフン         | NOT検索        | 用語の前に配置すると、検索結果にその用語が含まれなくなります。スレーブ タグでは機能しません。マスター タグを使用する必要があります。                                                 | fate -stay                                  |
| ~ チルダ           | OR検索         | 用語の前に配置すると、他の OR タグとは独立して、そのタグを含むギャラリーの照合が可能になります。                                                                                     | ~group:"サークル名①$" ~group:"サークル名②$" |
| " " ダブルクォート | 完全一致検索   | 一対の引用符で囲まれたものはすべて単数形の用語として扱われます。スペースを含む用語を許可します。                                                                                     | "fate stay night"                           |
| _ アンダースコア   | 結合           | 用語を結合して単数の用語として処理します。スペースの代わりによく使用されます。 | fate_stay_night                             |
| * アスタリスク     | ワイルドカード | 単一の文字を除く、任意の文字シーケンス (何も含まない場合も含む) と一致します。1 文字以上を一致させる場合、用語の終わりにのみ使用できます。                                           | fate*                                       |
| % パーセント       | ワイルドカード | 単一の文字を除く、任意の文字シーケンス (何も含まない場合も含む) と一致します。1 文字以上を一致させる場合、用語の終わりにのみ使用できます。                                           | fate%                                       |
| $ ドル             | 正確なタグ検索 | タグに追加すると、用語で始まるすべての文字列ではなく、正確なタグ検索が実行されます。検索パラメータに関係なく、タグのみに一致します。一時タグを無視するための除外として使用できます。 | parody:"fate stay night$"                   |
| : コロン           |                | タグをより詳細に指定する名前空間を示します。修飾子タグと一緒に使用することもできます                                                                                                 |                                             |